# Демков, Николай Фёдорович
Никола́й Фёдорович Демко́в (1894, Киев — декабрь 1941, Ленинград) — советский архитектор-конструктивист.

## Биография
Предки Н. Ф. Демкова — русины из Закарпатья. В 1905 году семья переехала из Киева в Петербург, где будущий зодчий окончил реальное училище, а затем Институт гражданских инженеров. В конце обучения вошёл в группу архитекторов, созданную А. С. Никольским и ставшую филиалом московского объединения конструктивистов. В 1920-е годы Н. Ф. Демков работал в составе МАН — Мастерской А. Никольского.
Пик творчества Н. Ф. Демкова пришёлся на расцвет авангарда в архитектуре Ленинграда. В этом стиле созданы его важнейшие постройки, в числе которых Дом культуры имени Ильича на Московском проспекте, 152.
Н. Ф. Демков занимался в основном проектированием и строительством общественных зданий. Основной массив его проектов может быть разделён на три группы: школьные здания, бани и клубы. Н.Ф. Демков также почти не занимался концептуальными архитектурными поисками. Почти всё, сделанное им — это заказные проекты, предназначенные для воплощения в натуре. Так, в начале 1930-х годов Н. Ф. Демков разработал два типовых проекта бань, один из которых реализовали дважды: это «Лиговские бани» (Лиговский проспект, 269) и «Станционные бани» (Станционная ул., ныне ул. Шелгунова, 5).
Крупнейшая постройка зодчего – фабрично-заводская школа в Невском районе, самое большое учебное здание той эпохи в городе. Ныне здесь располагается «Морской колледж».
По проектам Н. Ф. Демкова строились здания и за пределами Ленинграда. Крупнейшие из них — это несколько домов культуры, бани, жилые дома, а также его второй самостоятельный большой школьный проект — фабрично-заводская школа-десятилетка для Тамбова.
Когда в 1930-х годах начался поворот к сталинской архитектуре, Н. Ф. Демков отошёл от активной работы. Так, отказавшись вносить в проект «обогащение», он прекратил начатую работу над проектом здания Красного театра (впоследствии Театр им. Ленинского комсомола, ныне «Балтийский дом») в Александровском парке, который был завершён его товарищем, архитектором Н. А. Митуричем, совместно с В. П. Макашовым. А здание Геслеровских бань, построенное в 1920-е гг. по проекту Никольского и Демкова, во второй половине 1930-х, по словам кандидата искусствоведения И. Саблина, «украсили портиком и фонтаном с курьёзной маской».
Последний осуществлённый архитектурный проект Н. Ф. Демкова (1936 г.) – спортзал Лесотехнической академии (Институтский пер., 2). А последней его работой (1940 г.) стала мемориальная доска на доме № 3 по пл. Искусств, посвящённая художнику Исааку Бродскому.
Н. Ф. Демков умер от голода в декабре 1941 года в блокадном Ленинграде.

### Семья
- Жена — Е. Демкова, инженер садово-паркового хозяйства, участвовала в работе Н. Ф. Демкова над проектом школы в Тамбове. Развелись в 1937 г.
  - Сын — известный физик-теоретик Ю.Н. Демков (1926—2010).

## Список осуществлённых проектов

### В Ленинграде/Петербурге

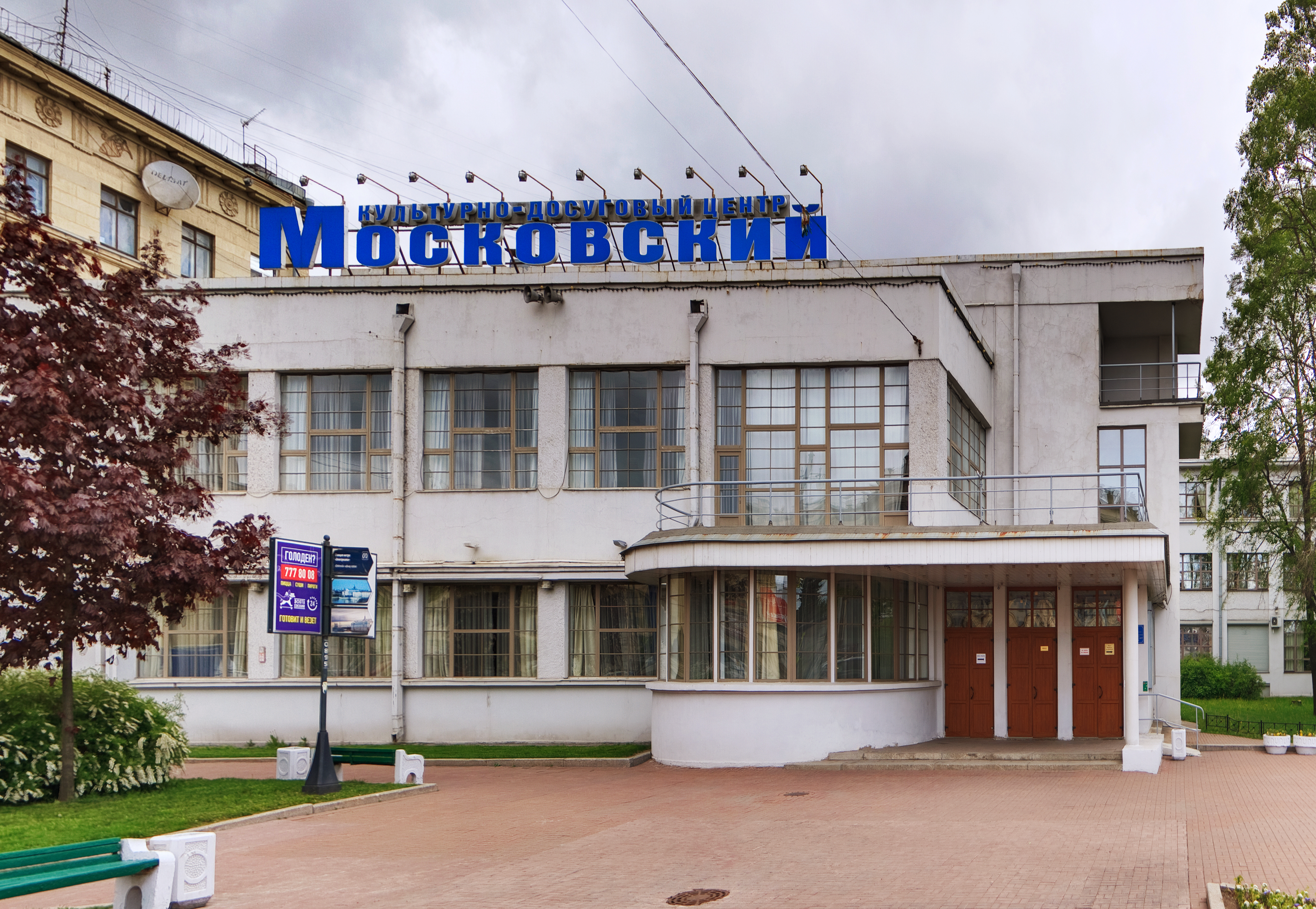

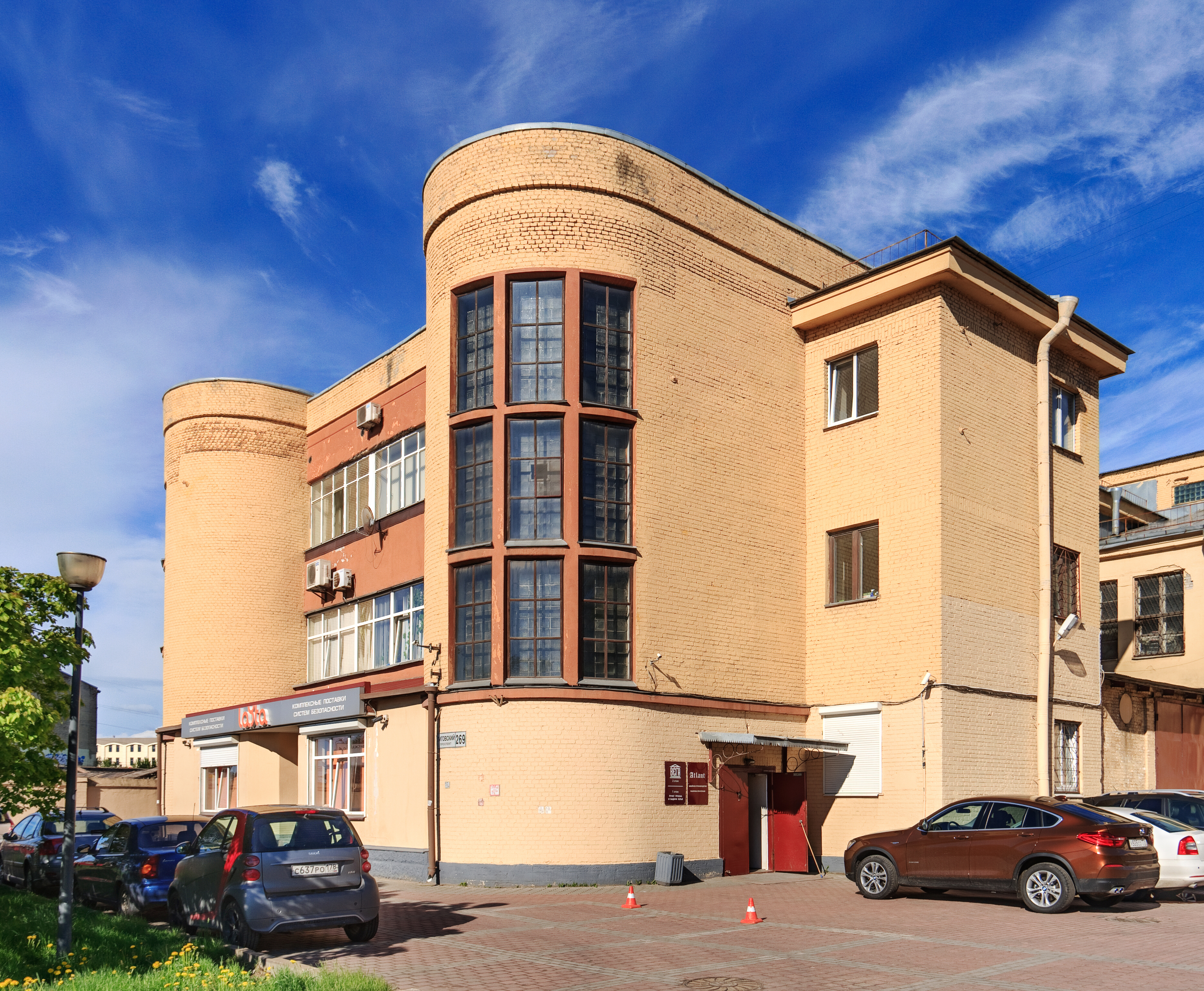
Лиговские бани

- Ул. Карбышева, 29а — пл. Мужества — «Круглые бани» в Лесном (совместно с А. С. Никольским и В. М. Гальпериным). 1927—1930.  памятник архитектуры (региональный)
- Чкаловский проспект (бывший Геслеровский), дом 12 — Геслеровские бани. 1920-е. Перестроены во второй половине 1930-х гг.  памятник архитектуры (вновь выявленный объект)[5]
- ул. Шелгунова (бывш. Станционная), дом 5 — Станционные бани. 1930 (по другим сведениям, 1934).
- Лиговский проспект, 269. — Лиговские бани
- Московский проспект, 152 — Дом культуры им. Ильича при заводе «Электросила» (ныне Культурно-досуговый центр «Московский»). 1930—1931.  памятник архитектуры (вновь выявленный объект)[5]
- Большой Смоленский проспект, 36; ул. Седова — фабрично-заводская школа при заводе им. Ленина, впоследствии Ленинградское мореходное училище, ныне Морской колледж[6]. Здание состоит из нескольких функциональных блоков — корпусов К1, К2, К3, К4. 1929 (первоначальный проект) — 1934 («обогащение»[2]).  памятник архитектуры (вновь выявленный объект)[5]
- Институтский переулок, 2 — Лесотехническая академия, кафедра физического воспитания и спорта. 1936.

### В других городах
- Фабрично-заводская школа-десятилетка в Тамбове. 1930 (проект), 1934 (постройка). Ныне — колледж. Проведена реконструкция фасадов, частично исказившая первоначальный облик.